# 19P/Borrelly
Der Komet Borrelly (offizielle Bezeichnung 19P/Borrelly) ist ein kurzperiodischer Komet, der am 22. September 2001 durch die NASA-Raumsonde Deep Space 1 erforscht wurde.

## Entdeckung
Der Komet wurde am 28. Dezember 1904 von Alphonse Louis Nicolas Borrelly im Sternbild Walfisch entdeckt. Bald darauf wurde der Komet als kurzperiodischer erkannt, und seine Wiederkehr für 1911 korrekt vorhergesagt.

## Umlaufbahn
Borrelly läuft auf einer elliptischen Umlaufbahn um die Sonne, deren sonnennächster Punkt (Perihel) knapp innerhalb der Bahn des Mars liegt. Der sonnenfernste Punkt (Aphel) liegt etwas außerhalb der Bahn des Planeten Jupiter, was ihn als kurzperiodischen Kometen der Jupiter-Familie auszeichnet.

## Raumsonde Deep Space 1
Am 22. September 2001 flog die NASA-Raumsonde Deep Space 1 in 2.200 km Abstand an dem Kometen vorbei. Borrelly war der vierte Komet nach Giacobini-Zinner, Halley und Grigg-Skjellerup, der von einer Raumsonde erforscht wurde, und der zweite (nach Halley) bei dem Bilder des Kerns zur Erde übermittelt werden konnten. Dieser zeigte sich auf den Bildern als längliches Gebilde mit einer Größe von etwa 8 × 4 × 4 km. Die Dichte des Kerns liegt bei nur 0,49 g/cm³. Seine Oberfläche ist die dunkelste im bislang bekannten Sonnensystem: Die Albedo liegt im Mittel bei 0,03 und ist damit so dunkel wie schwarzes Tonerpulver. Damit ist er das dunkelste Objekt im Sonnensystem. Manche besonders schwarze Flecken haben sogar nur einen Rückstrahlungswert von 0,007, für den bisher kaum entsprechende Minerale bekannt sind.